# UPower
UPower (früher DeviceKit-power) ist eine Middleware (Abstraktionsschicht) zur Energieverwaltung für Linux-Systeme. Sie listet Stromversorgungsgeräte auf, hält Statistiken und Verlaufsdaten über diese bereit und benachrichtigt über Statusänderungen. Sie besteht aus einem Dienstprogramm (upowerd), einer Programmierschnittstelle und einem Satz von Kommandozeilenwerkzeugen. Das Dienstprogramm stellt Anwendungen seine Funktionen über den System-Bus (eine D-Bus-Instanz) bereit (Dienst org.freedesktop.UPower). PolicyKit beschränkt Zugriffe auf die UPower-Funktionen zur Einleitung des Ruhezustandes und zum Herunterfahren des Betriebssystems (Dienst freedesktop.upower.policy).
Über das mitgelieferte Kommandozeilen-Client-Programm upower können Informationen über die Stromversorgungsgeräte im System abgefragt und überwacht werden. Graphische Bedienoberflächen zu Funktionen von UPower sind beispielsweise der GNOME Power Manager und der Xfce Power Manager.
UPower ist ein Produkt des Desktop-übergreifenden freedesktop.org-Projektes. Es wird als Freie Software mitsamt Quelltext unter den Bedingungen von Version 2 oder später der GNU General Public License (GPL) veröffentlicht.
Es wurde als Ersatz für entsprechende Funktionen der veralteten HAL konzipiert. 2008 begann David Zeuthen mit einer umfassenden Überarbeitung der HAL. In diesem Zuge entstand zunächst eine Reihe separater Dienste unter dem neuen Namen DeviceKit. 2010 wurde das darin enthaltene DeviceKit-power umbenannt. UPower wurde zuerst in GNOME eingeführt und als Standard etabliert. Im Januar 2011 folgte die Desktop-Umgebung Xfce (Version 4.8).